# Lost Dogs
A Lost Dogs a Pearl Jam válogatáslemeze a korábban csak kislemezeken megjelent és ismeretlen dalokból. 2003. november 11-én jelent meg duplalemezes kiadás formájában. Az eredeti verzióhoz képest több dalt átdolgoztak. A megjelenés hetében a Lost Dogs 89 500-as példányszámban kelt el.
Az Angel című dal eredetileg felkerült volna a 2. lemezre, de a megjelenés előtt mégis törölték. Az album hátsó borítóján van is erre egy utalás. Állítólag a korábbi dobos Dave Abbruzzese miatt nem kerülhetett fel a lemezre a dal, mivel ő is részt vett a szám megírásában, és gitározott is benne.

## Számok

### 1. lemez
1. All Night (Irons, Ament, Gossard, McCready, Vedder) – 3:22
  - a No Code albumról maradt le.
2. Sad (Vedder) – 3:39
  - a Binauralalbumról maradt le. Az első sor szövegét az eredeti verzióhoz képest megváltoztatták. Eredeti cím: "Letter To The Dead".
3. Down (Gossard, McCready, Vedder) – 3:15
  - az I Am Mine kislemezen található.
4. Hitchhiker (Vedder) – 3:17
  - a Binaural albumról maradt le .
5. Don't Gimme No Lip (Gossard) – 2:35
  - a No Code albumról maradt le.
6. Alone (Abbruzzese, Ament, Gossard, McCready, Vedder) – 3:11
  - a Ten albumról maradt le. Egy korábbi verzió megtalálható a Go kislemezen is. Ez a változat rövidebb, a szövegen és az éneken is módosítottak.
7. In The Moonlight (Cameron) – 3:07
  - a Binaural albumról maradt le.
8. Education (Vedder) – 2:46
  - a Binaural albumról maradt le. Az eredeti verziótól némileg eltér a szöveg.
9. Black, Red, Yellow (Vedder) – 3:26
  - a Hail, Hail kislemezen található. Az itt szereplő verzió hosszabb.
10. U (Vedder) – 2:53
11. a Wishlist kislemezen található. Az ének megváltozott az eredeti verzióhoz képest.
12. Leavin' Here (B. Holland, Dozier, E. Holland) – 2:51
  - a Home Alive-ról.
13. Gremmie Out Of Control (Haskell) – 2:25
  - a Music For Our Mother Ocean Vol. 1-ról. A "gremmie" a tapasztalatlan szörföst jelenti.
14. Whale Song (Irons) – 3:35
  - a Music For Our Mother Ocean Vol.-ról.
15. Undone (Vedder) – 3:10
  - az I Am Mine kislemezen található, kisebb módosításokkal.
16. Hold On (Gossard, Vedder)  – 4:22
  - a Ten albumról maradt le. A Lost Dogs borítóján helytelenül az az adat áll, hogy a Vs. albumról való ez a dal. Az ének 2003. körül került rögzítésre.
17. Yellow Ledbetter (Ament, McCready, Vedder) – 5:00
  - a Jeremy" kislemezről. Nem igazán ismeretlen, mint a többi dal a lemezről, 1994-ben rádiósláger volt.

### 2. lemez
1. Fatal (Gossard) – 3:39
  - a Binaural albumról maradt le.
2. Other Side (Ament) – 4:04
  - a Save You kislemezről.
3. Hard To Imagine (Gossard, Vedder) – 4:35
  - a Vs. albumról maradt le. A Chicago Cab Soundtrack-on megtalálható egy másik verziója.
4. Footsteps (Gossard, Vedder) – 3:54
  - a Jeremy kislemezről. Az eredeti verzióban nem volt szájharmonika.
5. Wash (Gossard, Ament, McCready, Krusen, Vedder) – 3:48
  - az Alive kislemezről. Itt azonban szinte teljesen átdolgozták.
6. Dead Man (Vedder) – 4:16
  - az Off He Goes kislemezről. Eredetileg a Dead Man Walking című film zenéje lett volna, de Bruce Springsteen "Dead Man Walkin'" című dala került fel a soundtrackre helyette.
7. Strangest Tribe (Gossard) – 3:49
  - 1999-es fan club karácsonyi kislemez.
8. Drifting (Vedder) – 2:53
  - 1999-es fan club karácsonyi kislemez. Az éneket újra felvették ehhez a verzióhoz.
9. Let Me Sleep (McCready, Vedder) – 2:59
  - 1991-es fan club karácsonyi kislemez.
10. Last Kiss (Wayne Cochran) – 3:17
  - 1998-as fan club karácsonyi kislemez. Nem ismeretlen dal, az együttes legnagyobb kislemezsikere lett 1999-ben, és a koszovói háború áldozatainak családjait segélyező jótékonysági lemezen is helyet kapott.
11. Sweet Lew (Ament) – 2:11
  - a Binaural albumról maradt le.
12. Dirty Frank (Vedder, Gossard, Ament, McCready, Abbruzzese) – 5:42
  - az Even Flow kislemezről. Ez a verzió hosszabb, és a szövegen is módosítottak. McCready gitárjátéka is más.
13. Brother (Gossard) – 3:47
  - a Ten albumról maradt le. Az éneket lehagyták róla, ebben a verzióban instrumentális lett. Az énekkel együtt rögzített verzió a  Ten Rough Mixes című demón található.
14. Bee Girl (Ament, Vedder) – 9:55
  - 1993-ban az együttes egy élő rádiófelvétele alatt rögzítették.
  - Található benne egy rejtett dal is, Layne Staley emlékére. Stanley holttestének megtalálása napján írták a dalt. 6:04-nél kezdődik a Bee Girl után 4:22-cel.